# 隆昌专区
隆昌专区，四川省已撤消的专区。在今四川省东南部。
1952年由泸县专区改名，属川南行署區。8月改属四川省。辖隆昌、泸县、合江、古蔺、纳溪、叙永、古宋、富顺等县。专员公署驻隆昌县。同年，泸州市划入，复改泸州专区，专署再迁泸州市。